# Constantin Manolescu
Constantin Manolescu (n. 2 martie 1862 - d. ?) a fost unul dintre generalii Armatei României din Primul Război Mondial. 
A îndeplinit funcția de comandant de divizie în campania anului 1916.

## Cariera militară
După absolvirea școlii militare de ofițeri cu gradul de sublocotenent, Constantin Manolescu a ocupat diferite poziții în cadrul unităților de artilerie sau în eșaloanele superioare ale armatei, cele mai importante fiind cele de comandant al Regimentului 1 Artilerie sau comandant al Brigăzii 2 Artilerie.
În perioada Primului Război Mondial, îndeplinit funcțiile de comandant al Diviziei 2 Infanterie, în perioada 14/27 august 1916 - 20 august/3 septembrie 1916 și comandant al Diviziei 13 Infanterie, în perioada 21 august/4 septembrie 1916 - 2/15 septembrie 1916.

## Decorații
- Ordinul „Steaua României”, în grad de ofițer (1912)
- Ordinul „Coroana României”, în grad de ofițer (1906) [1]:p. 431